# Rozes (cantora)
Elizabeth Mencel (14 de abril de 1993), mais conhecida por seu nome artístico Rozes (estilizado como ROZES ou R O Z E S), é uma musicista, cantora e compositora americana de Montgomeryville, Pensilvânia. Ela é mais conhecida por sua colaboração de 2015, "Roses ", com a dupla de DJs The Chainsmokers. Ela também participou da música "Girls on Boys" de Galantis.

## Primeiros anos
Natural de Montgomeryville, Pensilvânia, Mencel cresceu em um lar influenciado pelo gospel e estudou piano pela primeira vez aos seis anos. Eventualmente, ela também se tornou proficiente em clarinete, saxofone, violão, violino, flauta e trompete.
Mencel começou sua carreira musical na North Penn High School. Logo depois, ela obteve um diploma de associado do Montgomery County Community College e depois se transferiu para a Temple University na Filadélfia. Depois de um ano na Temple, Mencel escolheu seguir a carreira musical em tempo integral e largou a faculdade.

## Carreira
Em outubro de 2014, sob seu apelido profissional Rozes, Mencel participou e escreveu "Limelight" de Just a Gent, que alcançou o primeiro lugar no Hype Machine e tem mais de 2 milhões de reproduções no SoundCloud.
Mencel participou do hit de 2015 do The Chainsmokers, " Roses", que ela coescreveu com Andrew Taggart do The Chainsmokers. Lançado em 16 de junho de 2015, o single alcançou a posição seis na Billboard Hot 100, bem como o número um na parada Hot Dance/Electronic Songs da Billboard na semana de 9 de janeiro de 2016.
O EP de estreia de Rozes, Burn Wild, foi lançado em 14 de fevereiro de 2016.
Em 2017, Rozes assinou um contrato com a Photo Finish Records, onde lançou os singles "Where Would We Be" (com Nicky Romero), "Canyons" e "Famous". Seu EP de estreia com Photo Finish "i don't know where i'm going, but i'm on my way" foi lançado em 24 de agosto de 2018.
Em 2019, Rozes lançou sua faixa "Halfway There", que se tornou o hino oficial da Marcha das Mulheres de 2019 em Nova Iorque via The Women's March Alliance.
Rozes lançou seu 2º álbum com a Photo Finish Records em 2020 chamado "Crazy", que traz um dueto com Mat Kearney.

## Discografia

### Extended plays
| Título                                          | Detalhes                                                                                           |
| ----------------------------------------------- | -------------------------------------------------------------------------------------------------- |
| Burn Wild                                       | - Lançado: 14 de fevereiro de 2016 - Gravadora: Auto-lançado - Formato: download digital           |
| I Don't Know Where I'm Going, But I'm On My Way | - Lançado: 24 de agosto de 2018 - Gravadora: Photo Finish Records - Formato: download digital      |
| A Very Rozes Christmas                          | - Lançamento: 30 de novembro de 2018 - Gravadora: Photo Finish Records - Formato: download digital |